# ويليام د. روبنز
ويليام د. روبنز هو سياسي كندي، ولد في 7 مايو 1874 في برستل في المملكة المتحدة، وتوفي في 25 مارس 1952 في تورونتو في كندا. انتخب عمدة تورونتو ‏ (18 نوفمبر 1936 – 1937).